# 長良川橋梁 (東海道新幹線)
長良川橋梁（ながらがわきょうりょう）は、岐阜県羽島市と岐阜県安八郡安八町の長良川ならびに新犀川に架かる東海道新幹線（岐阜羽島駅 - 米原駅）の橋梁である。
1964年（昭和39年）10月1日の東海道新幹線開業時に開通した橋梁である。

## 概要

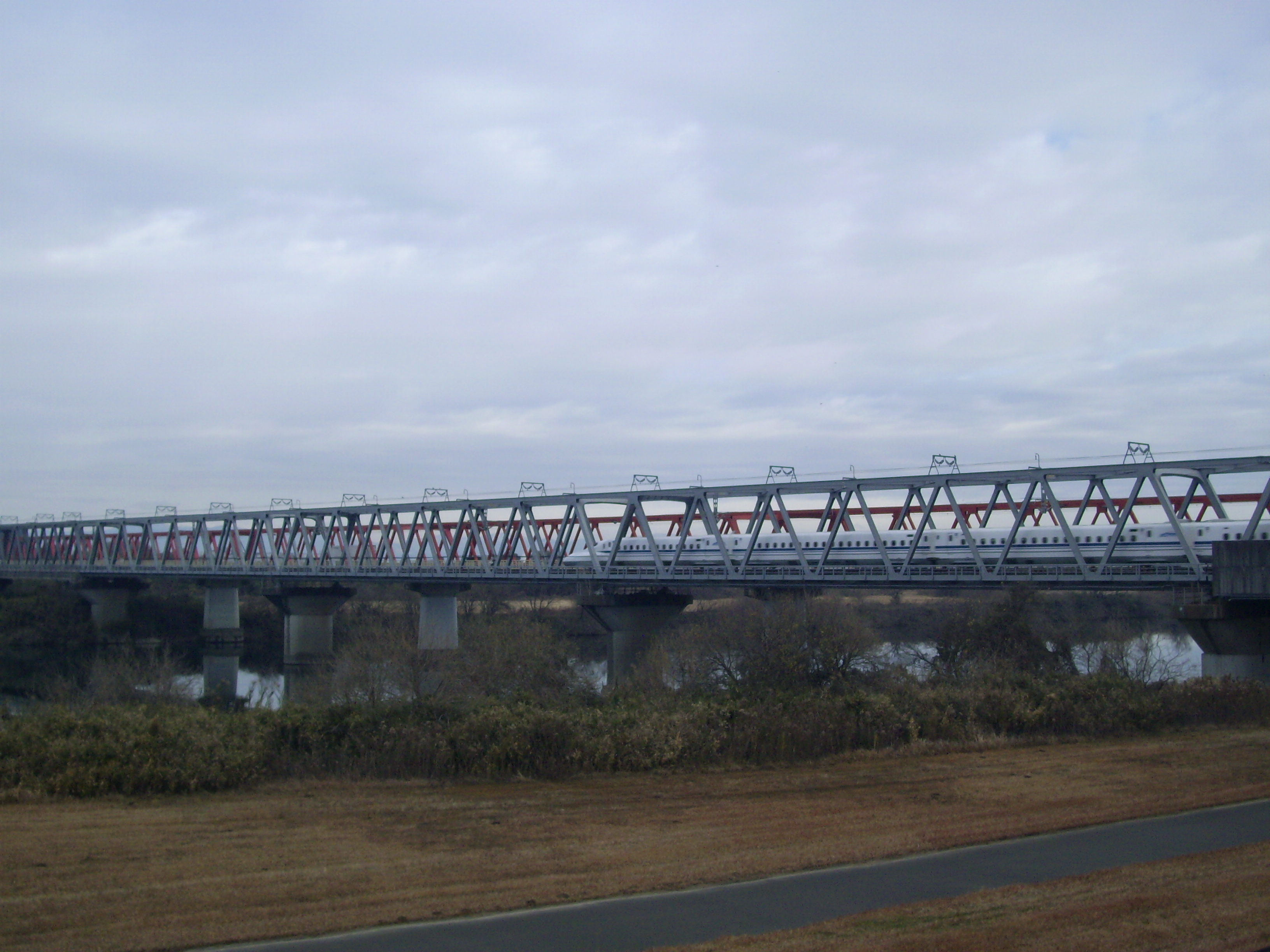
トラス式の長良川橋梁

- 供用： 1964年（昭和39年）10月1日
- 延長： 574.6 m
- 区間：岐阜県羽島市福寿町平方 - 岐阜県安八郡安八町大森

上流側に隣接して羽島大橋（県道18号大垣一宮線）が架かっている。